# Calcio Padova 1989-1990
Questa voce raccoglie le informazioni riguardanti il Calcio Padova nelle competizioni ufficiali della stagione 1989-1990.

## Stagione
Il Padova nel campionato di Serie B 1989-1990 si è classificato al decimo posto con 37 punti, gli stessi del Brescia. Sulla panchina patavina in luogo di Adriano Buffoni c'è Enzo Ferrari. In estate a rinforzare la rosa arrivano l'attaccante Loris Pradella dalla Sampdoria ed il terzino Antonio Benarrivo dal Brindisi. Nel mercato ottobrino salutano il Padova Claudio Fermanelli che passa al Perugia e Giovanni Piacentini ceduto alla Roma, mentre arrivano l'attaccante Giuseppe Galderisi dal Milan, e l'ala Angelo Di Livio dal Perugia. Il campionato del Padova però delude le attese della piazza e così dalla quindicesima giornata, Enzo Ferrari viene sollevato dall'incarico e sostituito da Mario Colautti, che chiude il torneo cadetto dei biancoscudati a mezza classifica. A dicembre esordisce con la casacca del Padova il diciottenne talentuoso Filippo Maniero che segna tre reti nel girone di ritorno.
In Coppa Italia tornata ad eliminazione diretta, la squadra biancoscudata non va oltre il primo turno eliminatorio, sconfitta dal Genoa (3-0).

## Rosa

L'esterno Angelo Di Livio, rinforzo autunnale.

| N. |                   | Ruolo | Calciatore           |
| -- | ----------------- | ----- | -------------------- |
|    | Italia (bandiera) | P     | Guido Bistazzoni     |
|    | Italia (bandiera) | P     | Adriano Zancopè      |
|    | Italia (bandiera) | D     | Giacomo Murelli      |
|    | Italia (bandiera) | D     | Antonio Benarrivo    |
|    | Italia (bandiera) | D     | Claudio Ottoni       |
|    | Italia (bandiera) | D     | Cornelio Donati      |
|    | Italia (bandiera) | D     | Alberto Cavasin      |
|    | Italia (bandiera) | D     | Riccardo Pasqualetto |
|    | Italia (bandiera) | D     | Massimo Albiero      |
|    | Italia (bandiera) | C     | Giancarlo Camolese   |
|    | Italia (bandiera) | C     | Ferdinando Ruffini   |

| N. |                   | Ruolo | Calciatore            |
| -- | ----------------- | ----- | --------------------- |
|    | Italia (bandiera) | C     | Angelo Di Livio       |
|    | Italia (bandiera) | C     | Giovanni Piacentini   |
|    | Italia (bandiera) | C     | Daniele Pasa          |
|    | Italia (bandiera) | C     | Luciano Sola          |
|    | Italia (bandiera) | C     | Alessandro Bellemo    |
|    | Italia (bandiera) | C     | Paolo Miano           |
|    | Italia (bandiera) | A     | Claudio Fermanelli    |
|    | Italia (bandiera) | A     | Loris Pradella        |
|    | Italia (bandiera) | A     | Giuseppe Galderisi    |
|    | Italia (bandiera) | A     | Paolo Alberto Faccini |
|    | Italia (bandiera) | A     | Filippo Maniero       |

## Risultati

### Serie B

#### Girone di andata
| Arbitro: | Cafaro (Grosseto) |

|                                       |           |         |
| Albiero 46’ Faccini 75’ Benarrivo 80’ | Marcatori | 8’ Muro |

| Arbitro: | Cardona (Milano) |

|                   |           |  |
| F. Signorelli 44’ | Marcatori |  |

| Pescara 10 settembre 1989 3ª giornata | Pescara         | 0 – 0 | Padova | Stadio Adriatico\| Arbitro: \| Boggi (Salerno) \| |
| Arbitro:                              | Boggi (Salerno) |       |        |                                                   |

| Arbitro: | Trentalange (Torino) |

|                      |           |                |
| Fermanelli 5’ (rig.) | Marcatori | 43’ Pergolizzi |

| Arbitro: | Monni (Sassari) |

|                |           |  |
| Fermanelli 74’ | Marcatori |  |

| Arbitro: | Frigerio (Milano) |

|                                                 |           |  |
| Codispoti 14’ List 27’ Signori 51’ Rambaudi 60’ | Marcatori |  |

| Padova 8 ottobre 1989 7ª giornata | Padova                    | 0 – 0 | Como | Stadio Silvio Appiani\| Arbitro: \| Merlino (Torre del Greco) \| |
| Arbitro:                          | Merlino (Torre del Greco) |       |      |                                                                  |

| Arbitro: | Quartuccio (Torre Annunziata) |

|                                    |           |             |
| F. Romano 3’ Skoro 50’ Cravero 59’ | Marcatori | 75’ Faccini |

| Arbitro: | Cardona (Milano) |

|                     |           |                         |
| Galderisi 6’ (rig.) | Marcatori | 31’ Masi 51’ De Martino |

| Arbitro: | Ceccarini (Livorno) |

|                              |           |  |
| Costantini 40’ Danelutti 85’ | Marcatori |  |

| Padova 5 novembre 1989 11ª giornata | Padova          | 0 – 0 | Reggiana | Stadio Silvio Appiani\| Arbitro: \| Boggi (Salerno) \| |
| Arbitro:                            | Boggi (Salerno) |       |          |                                                        |

| Arbitro: | Cafaro (Grosseto) |

|              |           |  |
| Sorbello 18’ | Marcatori |  |

| Arbitro: | Dal Forno (Ivrea) |

|                  |           |  |
| Pradella 1’, 46’ | Marcatori |  |

| Arbitro: | Iori (Parma) |

|             |           |  |
| Serioli 14’ | Marcatori |  |

| Arbitro: | Cinciripini (Ascoli Piceno) |

|          |           |  |
| Pasa 78’ | Marcatori |  |

| Arbitro: | Merlino (Torre del Greco) |

|  |           |              |
|  | Marcatori | 31’ Di Livio |

| Padova 17 dicembre 1989 17ª giornata | Padova         | 0 – 0 | Licata | Stadio Silvio Appiani\| Arbitro: \| Piana (Modena) \| |
| Arbitro:                             | Piana (Modena) |       |        |                                                       |

| Arbitro: | Bailo (Novi Ligure) |

|                |           |  |
| Piovanelli 15’ | Marcatori |  |

| Arbitro: | Cardona (Milano) |

|                        |           |  |
| Pasa 62’ Benarrivo 82’ | Marcatori |  |

#### Girone di ritorno
| Cosenza 21 gennaio 1990 20ª giornata | Cosenza              | 0 – 0 | Padova | Stadio San Vito\| Arbitro: \| Lombardi (La Spezia) \| |
| Arbitro:                             | Lombardi (La Spezia) |       |        |                                                       |

| Arbitro: | Piana (Modena) |

|          |           |  |
| Pasa 68’ | Marcatori |  |

| Arbitro: | Felicani (Bologna) |

|             |           |            |
| Maniero 82’ | Marcatori | 23’ Traini |

| Arbitro: | Merlino (Torre del Greco) |

|  |           |               |
|  | Marcatori | 18’ Galderisi |

| Arbitro: | Boggi (Salerno) |

|  |           |              |
|  | Marcatori | 32’ Pradella |

| Arbitro: | Cardona (Milano) |

|  |           |                               |
|  | Marcatori | 9’ Rambaudi 74’ (rig.) Barone |

| Arbitro: | Iori (Parma) |

|                           |           |  |
| Ferazzoli 57’ Mannari 85’ | Marcatori |  |

| Arbitro: | Magni (Bergamo) |

|             |           |            |
| Maniero 60’ | Marcatori | 49’ Muller |

| Arbitro: | Monni (Sassari) |

|                |           |               |
| Deogratias 18’ | Marcatori | 43’ Benarrivo |

| Arbitro: | Nicchi (Arezzo) |

|             |           |              |
| Maniero 45’ | Marcatori | 8’ Trombetta |

| Arbitro: | Fucci (Salerno) |

|                                                 |           |  |
| Silenzi 12’, 59’, 79’ (rig.) S. De Agostini 22’ | Marcatori |  |

| Padova 14 aprile 1990 31ª giornata | Padova                      | 0 – 0 | Avellino | \| Arbitro: \| Cinciripini (Ascoli Piceno) \| |
| Arbitro:                           | Cinciripini (Ascoli Piceno) |       |          |                                               |

| Arbitro: | Di Cola (Avezzano) |

|                       |           |  |
| Bernardini 50’ (rig.) | Marcatori |  |

| Arbitro: | Trentalange (Torino) |

|                              |           |  |
| Pradella 12’ Sola 87’ (rig.) | Marcatori |  |

| Arbitro: | Nicchi (Arezzo) |

|            |           |                            |
| Protti 53’ | Marcatori | 16’ Galderisi 72’ Di Livio |

| Padova 13 maggio 1990 35ª giornata | Padova            | 0 – 0 | Catanzaro | Stadio Silvio Appiani\| Arbitro: \| Arcangeli (Terni) \| |
| Arbitro:                           | Arcangeli (Terni) |       |           |                                                          |

| Arbitro: | Iori (Parma) |

|  |           |               |
|  | Marcatori | 73’ Galderisi |

| Padova 27 maggio 1990 37ª giornata | Padova                        | 0 – 0 | Pisa | Stadio Silvio Appiani\| Arbitro: \| Boemo (Cervignano del Friuli) \| |
| Arbitro:                           | Boemo (Cervignano del Friuli) |       |      |                                                                      |

| Arbitro: | Lombardi (La Spezia) |

|                    |           |                    |
| Altobelli 70’, 75’ | Marcatori | 30’ (aut.) Luzardi |

### Coppa Italia

#### Fase eliminatoria
| Arbitro: | Trentalange (Torino) |

|                                              |           |  |
| Ruotolo 55’ Urban 62’ D. Fontolan 72’ (rig.) | Marcatori |  |